# Elizabeth Hawes
Elizabeth Hawes (* 16. Dezember 1903 in Ridgewood, New Jersey, USA; † 6. September 1971 in New York City, New York, USA) war eine US-amerikanische Modedesignerin, Autorin und Aktivistin. Sie ist für ihre zeitlosen Modedesigns und ihre schriftliche Kritik am Modesystem bekannt.

## Leben und Werk
Hawes war die Tochter des Eisenbahnmanagers John Hawes und von Henrietta Houston. Sie lernte als Kind das Nähen und verkaufte schon als Jugendliche Kleider an Freunde der Familie und an ein Geschäft in Pennsylvania. Sie studierte Wirtschaftswissenschaften am Vassar College und machte 1925 ihren Abschluss. Während ihres Studiums ging sie in New York City bei dem Luxuskaufhaus Bergdorf Goodman in die Lehre.

## Designerin und Journalistin in Paris
Nach ihrem Abschluss fuhr sie auf einem Ozeandampfer nach Paris, wo sie mehrere Jahre damit verbrachte, verschiedene Aspekte der Haute Couture zu erlernen. In einer Schneiderei erstellte sie Nachahmungen französischer Couture von Häusern wie Chanel und Vionnet. Sie arbeitete in den Pariser Büros als Stylistin und Einkäuferin von Macy’s und Lord & Taylor und entwarf Kleidung für Nicole Groult. Sie berichtete auch unter dem Pseudonym Parisite für amerikanische Zeitungen und The New Yorker über Pariser Mode. Im Herbst 1928 kehrte sie von Paris nach New York City zurück, um ihre eigene Modemarke Hawes-Harden zu gründen.

## Designerin und Autorin in den Vereinigten Staaten
Sie eröffnete in Manhattan ihr eigenes Geschäft. 1930 heiratete sie den Bildhauer Ralph Jester, von dem sie sich 1935 scheiden ließ. Am 4. Juli 1931 zeigte Hawes als erste Amerikanerin eine Kollektion in Paris und 1935 war sie die erste Amerikanerin, die seit 1917 eine Modenschau in der Sowjetunion veranstaltete.
Als Populistin glaubte Hawes, dass jeder schöne Kleidung haben sollte und dass die Zukunft dem Massenmarkt und nicht der Maßanfertigung gehörte. Dennoch waren die meisten ihrer eigenen Entwürfe für eine maßgeschneiderte Kleidung bestimmt. Ihre eigenen Vorstöße in die Massenmarktfertigung in den 1930er Jahren zeigten ihr die Hindernisse, die einem guten Massenmarktdesign im Wege stehen, wie Verdrängungswettbewerb, die mangelhafte Verarbeitung, die schlechte Passform von Massenware und die willkürlichen Änderungen in der Mode, um mehr Kleidung zu verkaufen. In ihrem autobiografischen Buch Fashion Is Spinach beschrieb Hawes ihre Vorstellungen von Mode. In diesem 1938 erschienenen Buch kritisiert sie die Modebranche und beschreibt den Unterschied zwischen Mode und Stil. Sie fordert die Menschen dazu auf, bewusst darüber nachzudenken, was sie tragen.
1937 heiratete Hawes den Film- und Theaterregisseur Joseph Loser, mit dem sie 1938 einen Sohn bekam. 1940 schloss sie ihr eigenes Designgeschäft und wandte sich dem Journalismus und Gesellschaftskommentaren zu. Sie schrieb für die New Yorker Zeitung PM über Kleidung, Essen, Schönheit, Wohnen und Bildung. Zu ihren Anliegen gehörte die öffentlich finanzierte Kinderbetreuung für berufstätige Frauen, und sie entwickelte ein großes Interesse an frühkindlicher Bildung. Hawes war führend im New Yorker Komitee für die Betreuung kleiner Kinder in Kriegszeiten.
1943 beschrieb Hawes ihre Erfahrungen als Schleiferin in der Nachtschicht bei Wright Aeronautical in Why Women Cry und in Wenches with Wrenches, einem Bericht über Arbeiterinnen, die während des Krieges versuchten ihre Familien zu versorgen. Als Befürworter aller Formen kollektiven Handelns stellte sich Hawes öffentliche Wohnprojekte vor, die kooperative Küchen und Kindergärten umfassen würden.
Nach der Scheidung von Losey im Jahr 1944 arbeitete Hawes für die internationale Bildungsabteilung der United Automobile Workers (UAW), um bei der Organisierung der Arbeiterinnen zu helfen. In Hurry up, Please, It’s Time (1946) kritisierte sie das Versäumnis der Gewerkschaftsführer, sich mit den Problemen der Arbeitnehmerinnen auseinanderzusetzen. Aufgrund ihrer Verbindung zu Progressiven und Kommunisten wurden ihre Kleidungskreationen während des Red Scare boykottiert, woraufhin sie 1947 auf die US-amerikanischen Jungferninseln zog. Sie verbrachte ein Jahr auf St. Croix, wo sie den fiktionalen Bericht But Say It Politely (1951) schrieb.
1948 und 1954 versuchte Hawes ein Comeback in der Modewelt, konnte jedoch keine erfolgreichen Geschäftsvorhaben etablieren. In den frühen 1950er Jahren vermietete sie eine Zeit lang ihr Haus in Greenwich Village an den Physiker J. Robert Oppenheimer.
Nachdem sie fast zwei Jahrzehnte in Kalifornien gelebt hatte, kehrte sie Ende der 1960er Jahre nach New York City zurück.
Sie starb 1971 im Alter von 67 Jahren in ihrer Wohnung im Chelsea Hotel.
Ihre Bedeutung als Pionierin und Innovatorin in der amerikanischen Modeszene wurde 1967 vom Fashion Institute of Technology (FIT) in einer Retrospektive ihrer Entwürfe gewürdigt. Vom 1. bis 26. März 2023 zeigte The Fashion Institute of Technology’s School of Graduate Studies in Zusammenarbeit mit The Museum at FIT die Ausstellung Elizabeth Hawes: Along Her Own Lines.

## Veröffentlichungen (Auswahl)
- Zur Hölle mit der Mode. Dr. Constanze Derham Texte + Textilien, 2019, ISBN 978-3-948255-00-8.
- Fashion Is Spinach. 1938.
- Fashion Is Spinach: How to Beat the Fashion. Dover Pubn Inc, 2015, ISBN 978-0-486-79731-1.
- Good Grooming. Boston, 1942.
- The American Designer Has Not Yet Been Born. Magazine of Art 4, 1937, S. 231–234.
- I Am Going To Have A Baby. Vogue, Juni 15, 1938, S. 72.
- mit James Thurber: Men Can Take It. New York: Random House, 1939.
- Elizabeth Hawes Applauds This Torch Singer’s Clothes. PM, November 1940.
- Why Is a Dress? New York, The Viking Press, 1942.
- Good Grooming. Boston: Heath and Co., 1942.
- Let’s Ration the Clothes Problem. Independent Woman 21, 1942, S. 335–338.
- Why Do You Wear What You Do? Woman’s Home Companion 69, 1942, S. 14–15.
- Why Women Cry: or, Wenches with Wrenches. New York: Reynal & Hitchcock, Inc., 1943.
- The Woman Problem. The Antioch Review 5.1, 1945, S. 46–55.
- Woman War Worker: A Case History. New York Times Magazine, Dezember 1943.
- Here Today–Where Tomorrow? McCall’s, Juni 1945, S. 22–23, 68, 70, 72.
- Hurry up, Please, It’s Time. New York: Reynal & Hitchcock, 1946.
- No Other Woman Is Just Like You. McCall’s, April 1947, S. 18–21, 94, 96.
- Anything but Love; a Complete Digest of the Rules for Feminine Behavior from Birth to Death. New York: Rinehart, 1948.
- But Say It Politely. Boston: Little, Brown, 1951.
- It’s Still Spinach. Boston: Little, Brown, 1954.
- The Lady Who Marries The Best People. McCall’s, Juni 1969, S. 64–65, 123–124.